# El Ingenioso hidalgo y poeta Federico García Lorca asciende a los infiernos
El Ingenioso hidalgo y poeta Federico García Lorca asciende a los infiernos es una novela de Carlos Rojas, publicada por primera vez en enero de 1980 por la editorial Destino en la colección Áncora y Delfín y reeditada en 1982 en la colección Destinolibro. Había ganado el premio Eugenio Nadal en 1979. Fue traducida al inglés por Edith Grossman.
Narra las aventuras de Federico García Lorca en el infierno, que se le presenta como una espiral infinita de salas de teatro, en cada una de las cuales se representan las memorias de los condenados, quienes no pueden  comunicarse entre sí. García Lorca reconstruye su último día en Madrid con Rafael Martínez Nadal y su decisión de refugiarse en casa de la familia de Luis Rosales, en Granada, donde fue detenido por orden del gobernador civil del Alzamiento Nacional. También recuerda sus encuentros con el torero Ignacio Sánchez Mejías y con José Antonio Primo de Rivera. 
García Lorca conoce también dos futuros alternativos: uno en el cual se mantiene escondido durante cincuenta años y otro en el que decide quedarse en Madrid, es evacuado a Valencia junto a Antonio Machado y, tras pasar por Francia, se instala en los Estados Unidos como profesor de literatura española, se enamora de una mujer y rechaza el Premio Nobel de Literatura.
La novela quiere asemejarse a una sonata en cuatro tiempos, correspondientes a sus capítulos:
- La espiral
- El prendimiento
- El destino
- El juicio

Esta sonata es finalmente compuesta por Marina, esposa de Sandro Vasari. A ellos, personajes habituales de Rojas, está dedicado el libro. Este libro, y los otros dos de la Trilogía de Sandro Vasari, han sido considerados su cumbre artística.